# Коэнтрау, Фабиу
Фа́биу Алеша́ндри да Си́лва Коэнтра́у (порт. Fábio Alexandre da Silva Coentrão; 11 марта 1988, Вила-ду-Конди, Португалия) — португальский футболист, левый защитник и полузащитник. Сыграл 52 матча за сборную Португалии.

## Клубная карьера

### «Риу Аве»
Первым профессиональным клубом стал «Риу Аве» из родного города Вила-ду-Конде, с которым Коэнтрау заключил контракт перед сезоном 2004/05. Дебютировал в высшей лиге Португалии 14 октября 2005 в семнадцатилетнем возрасте, всего в первом сезоне провёл 3 игры. По итогам чемпионата «Риу Аве» занял последнее 16-е место и вылетел во вторую лигу. В следующем сезоне 2005/06 Коэнтрау стал игроком основного состава, провёл 25 игр и забил 4 гола. В феврале 2007 года провёл недельную стажировку в «Челси», по итогам которой Жозе Моуринью оптимистично оценил данные футболиста и пообещал в дальнейшем следить за прогрессом Коэнтрау.

### «Бенфика»
В то же межсезонье 2007 года заключил шестилетний контракт с «Бенфикой». Коэнтрау дебютировал в лиссабонской команде в матче 3-го квалификационного раунда Лиги чемпионов против «Копенгагена», проведя на поле второй тайм. Всего в 2007 году в чемпионате Португалии провёл 3 игры и в январе 2008 года был отдан в аренду в клуб высшей лиги «Насьонал».
В июле 2008 года был анонсирован переход на правах аренды в голландский «Фейеноорд». Несмотря на то, что стороны пришли к предварительному согласию, сделка не была совершена, и Коэнтрау на правах аренды перешёл в клуб второй испанской лиги «Реал Сарагоса». В Сарагосе принял участие в одной игре, выйдя на замену на 82-й минуте в матче против «Алавес» при счёте 4:2. В итоге в январе 2009 года вернулся в Португалию и на правах аренды провёл половину сезона в родном «Риу Аве».
По окончании сезона «Бенфика» вернула его из аренды. Пробился в основной состав и под руководством Жоржа Жезуша провёл великолепный сезон. «Бенфика» впервые за шесть лет стала чемпионом, а также завоевала Кубок португальской лиги. Коэнтрау провёл 45 матчей на всех фронтах и забил три мяча. По ходу кампании 2010/11 впервые отличился в чемпионате Португалии и Лиге чемпионов УЕФА. Отметился важнейшим дублем в игре четвёртого тура группового этапа ЛЧ с «Лионом». Победа со счётом 4-3 помогла «Бенфике» пробиться в еврокубковую весну, продолжив выступления в Лиге Европы. Команда при непосредственном участии Коэнтрау дошла до полуфинала, где за счёт меньшего количества голов на поле соперника уступила открытию того сезона «Браге».

### «Реал Мадрид»
5 июля 2011 года был куплен мадридским «Реалом» за 30 миллионов евро.

#### 2011/12
Фабиу дебютировал за Реал в товарищеском поединке против «Лос-Анджелес Гэлакси», в которым получил звание игрок матча. Первым официальным матчем для Фабиу стал мадридский матч против «Барселоны» на Суперкубок Испании, где на 54 минуте заменил Анхеля Ди Марию, на 91 минуте отметился жёлтой карточкой. «Реал» в драматичной борьбе уступил в двухматчевом противостоянии 4-5.
28 августа 2011 года дебютировал в Ла Лиге в поединке против «Сарагосы», своего бывшего клуба. «Реал» разгромил своего соперника 6-0, Фабиу отыграл весь матч. Жозе Моуринью получил возможность варьировать состав, поэтому Коэнтрау играл то в середине поля, то подменял на левом фланге Ди Марию. В конце концов Фабиу стал играть левого защитника, чередуясь с бразильцем Марсело. В Ла Лиге Фабиу сыграл 20 матчей, «Реал» сумел прервать гегемонию «Барселоны» на внутренней арене, и в 32 раз выиграли чемпионат Испании.
В Кубке Испании Фабиу провёл три матча, в том числе два против «Барселоны» на стадии четвертьфинала. «Реал» уступил 3-4 по сумме двух матчей будущему победителю турнира.
В Лиге чемпионов Фабиу на групповом этапе сыграл пять матчей и трижды выходил на поле в поединках на вылет. «Реал» уступил в полуфинале «Баварии» в серии послематчевых пенальти.

#### 2012/13
16 июля УЕФА опубликовал на своём официальном сайте список из 32 футболистов, претендующих на приз лучшему футболисту среди выступающих в Европе. В этот список вошёл и проведший великолепный сезон Фабиу Коэнтрау.
Новый сезон «Реал» начал с убедительной победы над «Барселоной» в матчах за Суперкубок Испании (2-3 в гостях, 2-1 дома, масса нереализованных моментов), Фабиу сыграл в барселонском матче все 90 минут.
Отыграв ничейный поединок первого тура против «Валенсии», во втором матче против «Хетафе» Фабиу был удалён с поля за резкие высказывания в сторону арбитра, принявшего несколько неоднозначных решений. Коэнтрау дисквалифицировали на четыре матча. В матче за сборную Фабиу получил травму, поэтому в следующий раз вышел в чемпионате только в 11 туре 11 ноября в матче против «Леванте», в котором «Реал» победил 2-1.
16 декабря в матче против «Реала Сосьедада» Фабиу забил первый гол за «Реал» в чемпионатах Испании.

#### 2013/14
После прихода нового тренера Карло Анчелотти, Фабиу на некоторое время выпал из играющей основной обоймы. Рассматривалась даже возможность перехода в другой клуб (в частности, называли вариант с арендой в «Манчестер Юнайтед» на флажке трансферного окна. Однако, португалец остался в клубе, и продолжал стабильно играть за сборную. На поле в матче чемпионата он появился только в 6 туре, в конце сентября. В целом, в чемпионате Анчелотти предпочитал выпускать Марсело или Начо на левый фланг обороны. Поэтому Фабиу не показал своего уровня, и не сыграл большого количества матчей, в общей сложности появившись на поле лишь 10 раз.
В Кубке Испании отыграл 4 матча, в том числе решающий против «Барселоны», и отметился голевой передачей, с которой Бейл принёс победу «сливочным».
В Лиге чемпионов начал играть только с ответного матча 1/8 финала против «Шальке», затем отыграл все четыре матча с «Боруссией» и «Баварией». В победном финале вышел в стартовом составе на родном поле «Бенфики». Был заменен на 59 минуте. «Реал» одолел «Атлетико» в дополнительное время 4-1, и Фабио впервые в карьере выиграл Лигу Чемпионов.
5 июня продлил контракт с Реалом до конца сезона 2018/2019

### Возвращение «Риу Аве»
31 августа 2018 года в возрасте 30 лет Коэнтрау расторг контракт с «Реалом» и на правах свободного агента вернулся в «Риу Аве», подписав контракт на один год. В чемпионате Португалии 2018/19 сыграл 21 матч, получил 8 жёлтых и 2 красные карточки. «Риу Аве» занял 7-е место в чемпионате (при этом по пропущенным мячам команда была шестой с конца) и не стал подписывать новый контракт с Коэнтрау.

## Карьера в сборной
Летом 2007 года в составе сборной Португалии до 20 лет сыграл в молодёжном чемпионате мира, приняв участие в 3 играх.
После того, как игра Фабиу в «Бенфике» была оценена специалистами, его стали вызывать в основную сборную Португалии. Дебютировал в национальной команде 14 ноября 2009 года в стыковом матче отбора на ЧМ-2010 против Боснии и Герцеговины в Лиссабоне (1:0), выйдя на замену во втором тайме. Вместе со сборной принял участие в финальном турнире чемпионата мира в ЮАР, где провёл все 4 матча.
10 августа 2011 года забил первый мяч за сборную в товарищеском матче против Люксембурга в Алгарви (5:0).
Сборная Португалии в 2011 году успешно преодолела отборочный цикл к Евро-2012, заняв в группе 2-е место, и по сумме двух матчей обыграв в стыковых играх сборную Боснии и Герцеговины. Фабиу принял участие в 5 матчах отборочного цикла, а также в обеих стыковых играх. В ответном матче против Боснии отметился голевой передачей.
На Евро-2012 Фабиу полностью провёл все 5 матчей, сделав одну результативную передачу. По итогам турнира сборная Португалии выиграла бронзу, лишь в серии послематчевых пенальти уступив в полуфинале будущему победителю, сборной Испании. Своей великолепной игрой Фабиу обратил на себя внимание футбольных специалистов, которые высоко оценили его уровень. По итогам турнира Фабиу вошёл в символическую сборную турнира, в которую попали также два его одноклубника-португальца Пепе и Криштиану Роналду.
В новом отборочном цикле к ЧМ-2014 Фабиу сыграл оба стартовых поединка против Люксембурга и Азербайджана, в которых португальцы одержали победы со счётом 2-1 и 3-0 соответственно. В московском матче против сборной России Фабиу получил травму, и был заменён на 20-й минуте. Португалия проиграла 0:1. Эта травма не позволила ему принять участие в матче против сборной Северной Ирландии, а также в ряде матчей за «Реал». В матче 6-го тура против Израиля уже в компенсированное время забил свой второй мяч за сборную, и принёс команде ничью (3-3). Спустя четыре дня в Баку отметился голевой передачей в победном для португальцев матче.
Помог сборной победить в стыковых матчах против сборной Швеции, оба раза выходил в стартовом составе (Португалия выиграла дома 1:0 и в гостях 3:2). В финальном турнире Коэнтрау принял участие в одном матче (против сборной Германии — 0:4), в котором получил травму на 65-й минуте, и был вынужден пропустить остаток чемпионата мира.
29 марта 2015 года в Лиссабоне забил свой пятый и последний мяч за сборную в ворота команд Сербии в отборочном матче Евро-2016 (2:1).
Из-за травмы, полученной в «Монако», Фабиу был вынужден пропустить победный для португальцев чемпионат Европы 2016 года во Франции. 3 сентября 2017 года, спустя почти два года после своей последней игры за сборную, вышел на поле в отборочном матче ЧМ 2018 против Венгрии в гостях, но был заменён уже в первом тайме. После этого за сборную не играл. Был в расширенном составе из 35 человек перед чемпионатом мира 2018 года, но не попал в итоговую заявку.

## Достижения
«Бенфика»
- Чемпион Португалии: 2009/10
- Обладатель Кубка португальской лиги: 2009/10, 2010/11, 2017/18

«Реал Мадрид»
- Чемпион Испании: 2011/12, 2016/17
- Обладатель Кубка Испании: 2013/14
- Обладатель Суперкубка Испании: 2012
- Обладатель Лиги чемпионов УЕФА: 2013/2014, 2016/2017
- Обладатель Суперкубка УЕФА: 2014, 2016
- Победитель Клубного чемпионата мира: 2014, 2017

Сборная Португалии
- Бронзовый призёр чемпионата Европы: 2012

Личные
- Член символической сборной чемпионата Европы: 2012